# Baron Sysonby

Wappen der Barone Sysonby

Baron Sysonby, of Wonersh in the County of Surrey, war ein erblicher britischer Adelstitel in der Peerage of the United Kingdom.

## Verleihung
Der Titel wurde am 24. Juni 1935 für den Militär und Höfling Sir Frederick Ponsonby geschaffen, anlässlich seines Ausscheidens aus dem Amt des Verwalters von Windsor Castle. Er war ein Enkel des 3. Earl of Bessborough und älterer Bruder des 1. Baron Ponsonby of Shulbrede.
Der Titel erlosch beim Tod seines Enkels, des 3. Barons, am 23. Oktober 2009.

## Liste der Barone Sysonby (1935)
- Frederick Ponsonby, 1. Baron Sysonby (1867–1935)
- Edward Ponsonby, 2. Baron Sysonby (1903–1956)
- John Ponsonby, 3. Baron Sysonby (1945–2009)